# Liebermannacris punctifrons
Liebermannacris punctifrons är en insektsart som först beskrevs av Carl Stål 1878.  Liebermannacris punctifrons ingår i släktet Liebermannacris och familjen gräshoppor. Inga underarter finns listade i Catalogue of Life.